# Het midden
Het midden is een nummer van de Belgische zangeres Pommelien Thijs en de Nederlandse zangeres Meau. Het nummer is uitgebracht in oktober 2024. 

## Achtergrond
Het midden is geschreven door Pommelien Thijs, Meau Hewitt, Stefan van Leijsen en Sasha Rangas en geproduceerd door The Companions. Het lied gaat over vastzitten in een bepaalde situatie, en omdat je niet eruit kan komen, je in het midden blijft hangen. Het nummer was al een jaar voordat het uitkwam geschreven, maar de zangeressen wilden wachten op een goed moment om de single op de markt te brengen. Het was niet de eerste keer dat de zangeressen met elkaar samenwerkten; dit deden zij eerder op het lied Droom het donker weg op Thijs' album Per ongeluk.

## Radioaandacht en hitnoteringen
Het lied werd na het uitbrengen MNM Big Hit, Q-Topschijf, 3FM Megahit, Hit van 100 en Alarmschijf.  Het midden debuteerde op de eerste plaats in de Ultratop 50 Vlaanderen. Dit werd daarmee voor Thijs' vijfde nummer 1-hit in Vlaanderen en MEAU's tweede. In de Nederlandse Top 40 kwam het binnen op de 35e positie en in de Single Top 100 op de zestigste plek.

### Hitlijsten

#### Ultratop 50 Vlaanderen
| Positie: | 1  | 1  | 15 | 5  | 3  | 1  | 4  | 4  | 5  | 4  | 1  | 8   | 9 | 8 | 6 | 5 | 12 | 9 |
| Week:    | 19 | 20 | 21 | 22 | 23 | 24 | 25 | 26 | 27 | 28 | 29 |     |   |   |   |   |    |   |
| Positie: | 11 | 16 | 10 | 13 | 19 | 30 | 40 | 42 | 43 | 50 | 49 | uit |   |   |   |   |    |   |

#### Single Top 100
| Positie: | 60 | 65  | 55 | 45 | 33 | 38 | 38 | 45 | 77 | 80 | uit | 57 | 48 | 47 | 45 | 52 | 81 | 95 | uit |
| Week:    | 18 |     |    |    |    |    |    |    |    |    |     |    |    |    |    |    |    |    |     |
| Positie: | 97 | uit |    |    |    |    |    |    |    |    |     |    |    |    |    |    |    |    |     |